# Jon Stead
Pour les articles homonymes, voir Stead.
Ne doit pas être confondu avec John Stead ou John Steed.
Jonathan Graeme Stead, plus connu sous le nom de Jon Stead (né le 7 avril 1983 à Huddersfield, en Angleterre), est un ancien footballeur anglais. Il jouai au poste d'attaquant.

## Carrière
Jon Stead commence sa carrière professionnelle dans son club formateur, Huddersfield Town, où en l'espace de deux saisons, il se révèle un buteur doté de statistiques impressionnantes (24 buts en 76 matchs), qui lui valent d'être l'objet de l'intérêt de plusieurs grands clubs anglais, dont les Blackburn Rovers qui le recrutent en 2004.
Durant cette saison à Blackburn, il intègre l'équipe d'Angleterre espoirs de football où il joue 11 matchs et inscrit un but.
Le 24 août 2010, il signe un contrat de trois ans à Bristol City.
Le 2 juillet 2015, il rejoint Notts County.